# Самарский научный центр РАН
Самарский научный центр РАН (СамНЦ РАН) является структурным звеном Российской академии наук, объединяет членов РАН, работающих в Самарской области, и научных сотрудников подведомственных РАН организаций, расположенных в данном регионе.  
Самарский научный центр РАН является преемником Куйбышевского научного центра АН СССР, организованного постановлением Президиума АН СССР 10 октября 1989 года. Инициатором его создания был генеральный конструктор авиационных и ракетных двигателей академик Н. Д. Кузнецов (1911—1995).
С 1994 года председателем Президиума СамНЦ РАН является академик В. П. Шорин — крупный учёный и специалист в области исследования динамических процессов в двигателях и энергетических установках.
В результате развития СамНЦ РАН получил статус региональной организации. До 2008 года на него была возложена координация фундаментальных исследований в Среднем Поволжье — Самарской, Пензенской и Ульяновской областях, с 2008 года — в Самарской области.
В состав СамНЦ РАН входят следующие научные организации, отделения и секции:
- Институт систем обработки изображений РАН (преобразован на базе филиала Центрального конструкторского бюро уникального приборостроения);
- Институт проблем управления сложными системами РАН (преобразован на базе Самарского филиала Института машиноведения);
- Институт экологии Волжского бассейна РАН (г. Тольятти);
- Самарский филиал Физического института им. П. Н. Лебедева РАН;
- Волжский филиал Института металлургии и материаловедения им. А. А. Байкова РАН;
- Поволжский филиал Института российской истории РАН;
- Поволжское отделение Секции прикладных проблем РАН;
- Самарская секция Научного совета по проблемам управления движением и навигации РАН;
- Самарское региональное отделение Научного совета по проблемам методологии искусственного интеллекта РАН.

Через СамНЦ академия наук осуществляет научно-методическое руководство Институтом акустики машин, Научно-исследовательским институтом технологий и проблем качества и Самарским научно-инженерным центром автоматизированных прочностных испытаний и диагностики машин.
В организациях СамНЦ РАН работают 519 человек (388 — в штате РАН), из них 245 научных сотрудника (186 — в штате РАН). Научные исследования ведут академик РАН (В. П. Шорин) и шесть членов-корреспондентов РАН (Г. П. Аншаков, В. А. Барвинок, Ф. В. Гречников, А. Г. Зибарев, Г. С. Розенберг, В. А. Сойфер), 75 докторов и 120 кандидатов наук.

## Адрес
Адрес СамНЦ РАН: 443001 Россия, г. Самара, Студенческий переулок, д. 3А.
Телефон: +7 (846) 337-53-81, 340-06-20; факс: +7 (846) 337-82-79
Эл. почта: presidium@ssc.smr.ru